# Philadelphia Union 2010
Questa voce raccoglie le informazioni riguardanti il Philadelphia Union nelle competizioni ufficiali della stagione 2010.

## Organico

### Rosa 2010
| N. |                         | Ruolo | Calciatore            |
| -- | ----------------------- | ----- | --------------------- |
| 2  | Stati Uniti (bandiera)  | D     | Jordan Harvey         |
| 3  | Colombia (bandiera)     | D     | Juan Diego González   |
| 4  | Stati Uniti (bandiera)  | D     | Danny Califf          |
| 6  | Brasile (bandiera)      | C     | Stefani Miglioranzi   |
| 8  | Stati Uniti (bandiera)  | C     | Andrew Jacobson       |
| 9  | Francia (bandiera)      | A     | Sébastien Le Toux     |
| 10 | RD del Congo (bandiera) | A     | Danny Mwanga          |
| 12 | Finlandia (bandiera)    | D     | Toni Ståhl            |
| 13 | Stati Uniti (bandiera)  | C     | Kyle Nakazawa         |
| 14 | Stati Uniti (bandiera)  | C     | Amobi Okugo           |
| 16 | Stati Uniti (bandiera)  | D     | Michael Orozco Fiscal |

| N. |                        | Ruolo | Calciatore       |
| -- | ---------------------- | ----- | ---------------- |
| 17 | Stati Uniti (bandiera) | C     | J.T. Noone       |
| 18 | Stati Uniti (bandiera) | P     | Brad Knighton    |
| 19 | Stati Uniti (bandiera) | A     | Jack McInerney   |
| 20 | Colombia (bandiera)    | C     | Roger Torres     |
| 21 | Argentina (bandiera)   | C     | Eduardo Coudet   |
| 22 | Stati Uniti (bandiera) | C     | Justin Mapp      |
| 23 | Stati Uniti (bandiera) | C     | Nick Zimmerman   |
| 25 | Stati Uniti (bandiera) | D     | Sheanon Williams |
| 26 | Porto Rico (bandiera)  | D     | Cristian Arrieta |
| 27 | Stati Uniti (bandiera) | C     | Zach Pfeffer     |
|    | Stati Uniti (bandiera) | C     | Brian Carroll    |